# بلبل سبز عینکی
بلبل سبز عینکی (نام علمی: Xanthomixis zosterops) نام یک گونه از سرده بلبل‌های سبز است.